# لیگ برتر اتیوپی
لیگ برتر اتیوپی (انگلیسی: Ethiopian Premier League)معتبرترین لیگ فوتبال در کشور اتیوپی است که از سال ۱۹۹۷ تاکنون برگزار می‌شود. این لیگ از ۱۶ تیم که از سراسر کشور اتیوپی در آن شرکت می‌کنند برگزار می‌شود.